# 7 Pułk Ułanów Lubelskich
7 Pułk Ułanów Lubelskich im. gen. Kazimierza Sosnkowskiego (7 puł.) – oddział kawalerii Wojska Polskiego II RP.
Pułk wziął udział w walkach 1918–1919 oraz w wojnie polsko-bolszewickiej. W okresie międzywojennym stacjonował w garnizonie Mińsk Mazowiecki.
We wrześniu 1939 pułk walczył w składzie Mazowieckiej Brygady Kawalerii w Armii „Modlin”.

## Formowanie i zmiany organizacyjne
Pułk został sformowany w Lublinie w listopadzie 1918. Trzon jego kadry stanowili legioniści z 1 pułku ułanów Beliny-Prażmowskiego.
W październiku 1918 oficerowie zwolnieni z obozu w Werl postanowili sformować trzy pułki kawalerii na terenie zaboru austriackiego. Organizowanie rozpoczęto w Chełmie i Lublinie. Sformowaną część pułku w Lublinie po rozbrojeniu Austriaków nocą z 31 października na 1 listopada zakwaterowano w koszarach austriackich ułanów. 5 listopada Dowództwo Wojsk Polskich w Lublinie zatwierdziło tworzenie pułku i 7 listopada ustalono nazwę formowanej jednostki na 3 pułk ułanów. 1 i 2 szwadron zorganizował się na miejscu, 3 w Zamościu, 4 szwadron i szwadron karabinów maszynowych w Kraśniku. Żołnierze Legionów Polskich stanowili 90% jego kadry. Jako barwę pułku przyjęto kolor żółty (żółte wypustki na maciejówkach i biało-żółte proporczyki na kołnierzach kurtek).
Pułk skoncentrował się w Kraśniku 23 listopada 1918, skąd szwadrony wysyłano na front. Jeden z plutonu ułanów w sile 32 ludzi 20 listopada został wysłany na odsiecz Lwowa. Brał udział w natarciu na Rawę Ruską, a 2 grudnia dołączył do 1 szwadronu przybyłego z Kraśnika. Wspólnie uczestniczyli w walkach pod Warchatą i Korhiami. 6 grudnia 1918 transportem kolejowym z Kraśnika do Hrubieszowa wyruszył szwadron techniczny pułku, gdzie spotkał się z 4 szwadronem i plutonem ckm. Utworzony z tych sił dywizjon walczył pod Żółkwią, Uhnowem, Dobrosinem i Krystynopolem. W połowie lutego dywizjon przetransportowano do Warszawy, wzmacniając nim jej obronę przed atakami Ukraińców. W Bełzie pozostał kombinowany szwadron, który do pułku powrócił dopiero 2 kwietnia 1919. Dowództwo 3 pułku, 2 i 3 szwadron oraz szwadron ckm. pozostające w Kraśniku 18 grudnia 1918 otrzymały rozkaz przegrupowania się do Warszawy. 30 grudnia rozkazem Szefa Sztabu Generalnego zmieniono nazwę pułku na 7 pułk ułanów. Od grudnia zaczęto również używać nazwy „ułani lubelscy”. W związku ze zmianą numeracji pułku zmieniono barwy z żółto-białej na amarantowo-białą.

## Pułk w walce o granice
26 lutego 1919 pułk przetransportowano do Zelwy pod Słonimem, gdzie brał udział w ataku na Słonim i walczył nad Szczarą. Uczestniczył również w natarciu na Lidę, rozbijając silny oddział marynarzy. W tym czasie ze składu pułku wydzielony został szwadron zbiorczy pod dowództwem por. Andrzeja Nostitz-Jackowskiego, który wziął udział w wyprawie wileńskiej. Później szwadron został wcielony do 3 psk i do 7 puł. już nie wrócił.
W lipcu 1919 pułk podporządkowany 2 DP Leg. walczył o zdobycie Mołodeczna, a później ruszył na Wilejkę. 5 lipca pod Olechnowiczami poległ dowódca 3. szwadronu por. Kazimierz Nowakowski. W rejonie Krzywicz do niewoli poddał się ułanom 600 osobowy pułk kozacki. Od 6 sierpnia do 22 października 1919 pułk, współdziałając z 8 DP, walczył nad górną Berezyną i Dźwiną, a 23 października wycofany został na odpoczynek w rejon Budsławia, gdzie przebywał do 20 stycznia 1920.
Powrócił na front 25 stycznia 1920, gdzie dozorował linię kolejową Ryga – Dyneburg. W kwietniu został przydzielony do 1 Brygady Jazdy, w ramach której działał na północnym skrzydle polskiej 1 Armii. 28 czerwca z 1 Brygadą Jazdy skierowany na front wołyński, gdzie 4 lipca stoczył pod Równem całodzienną bitwę z oddziałami bolszewickiej 1 Armii Konnej. Od 11 lipca do 5 sierpnia ułani walczyli nad Styrem, zajmując obronę w okolicach Łucka. W dniach 13–15 sierpnia pułk przesunięto do Rejowca, dołączając go do zreorganizowanej 4 Brygady Jazdy. 16 sierpnia walczył w bitwie pod Cycowem, w trakcie której 1. szwadron szarżą rozproszył przeciwnika. 31 sierpnia jako straż przednia brygady pułk wkroczył do Suwałk, a 3 września odparł atak litewski na miasto. W dniach 7–17 września pozostawał w odwodzie. 22 września odrzucił oddziały litewskie znad Marychy, a idąc dalej w straży przedniej 4 BJ rozbił pod Żołnierowiczami 3 października część bolszewickiej 27 Dywizji Strzelców. Po zawieszeniu broni (18 października) pułk przegrupował się do m. Łużki i pełnił służbę obserwacyjną na tymczasowej linii demarkacyjnej wzdłuż Dźwiny na odcinku od Drui do Dzisny.

### Mapy walk pułku

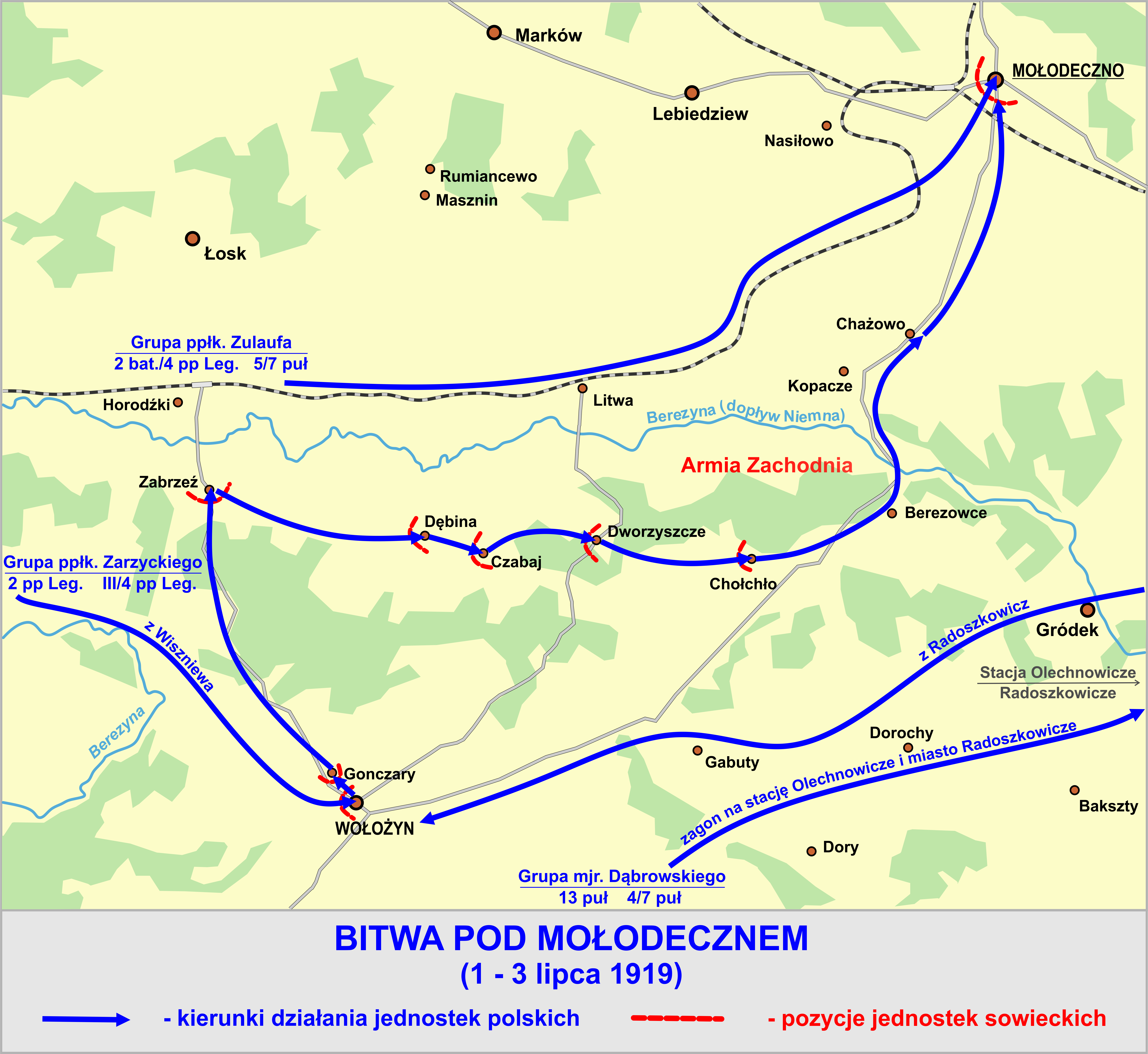
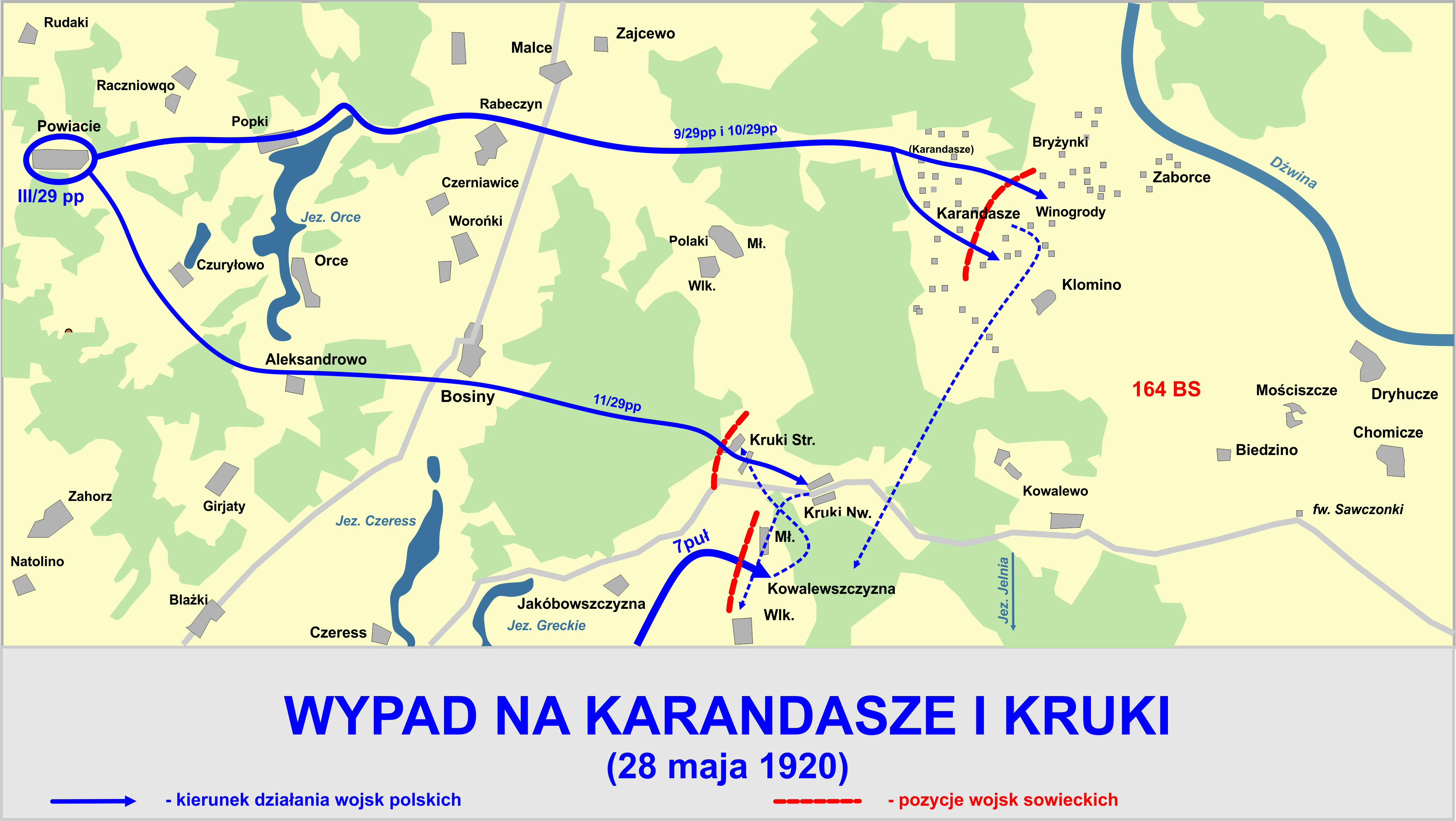
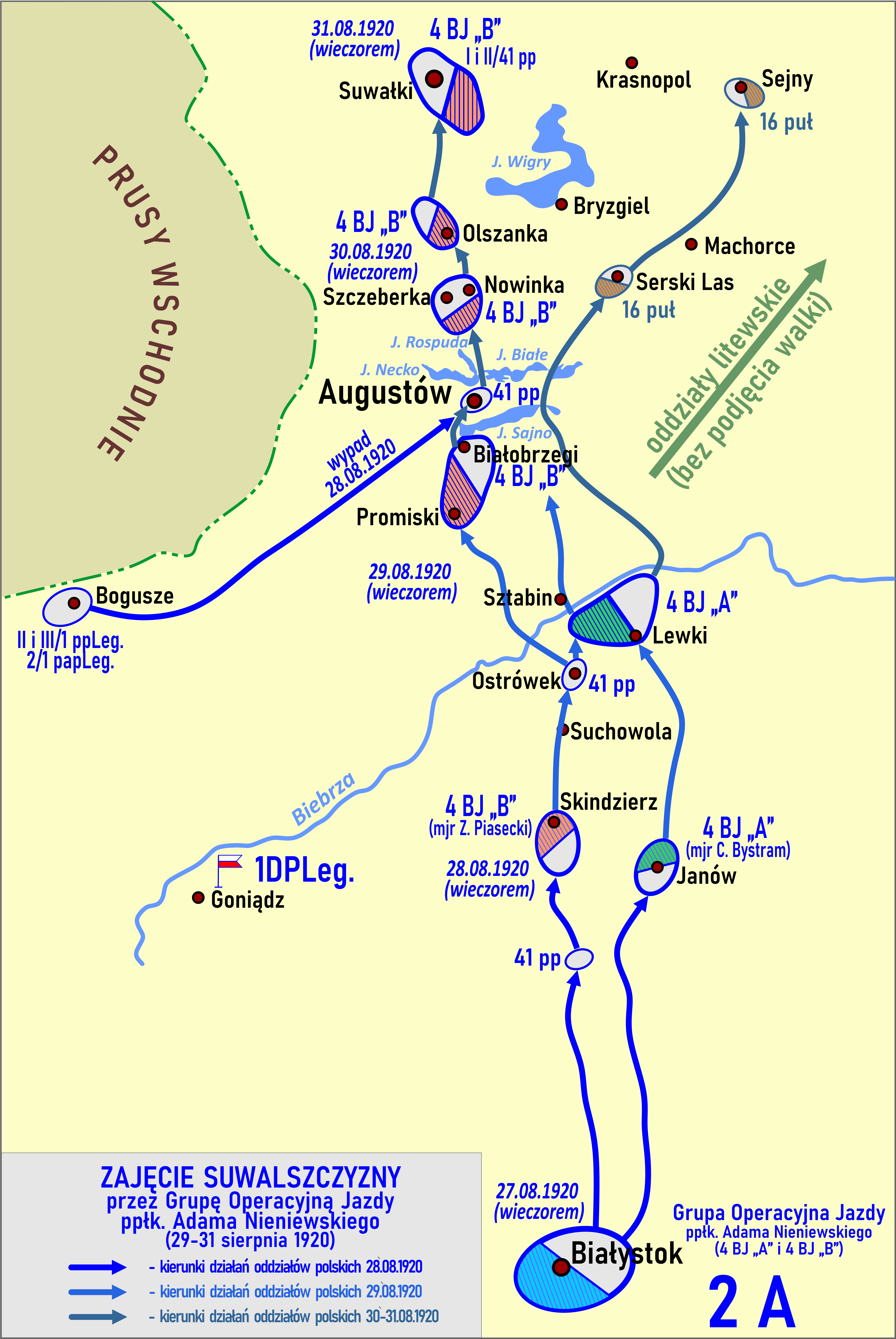
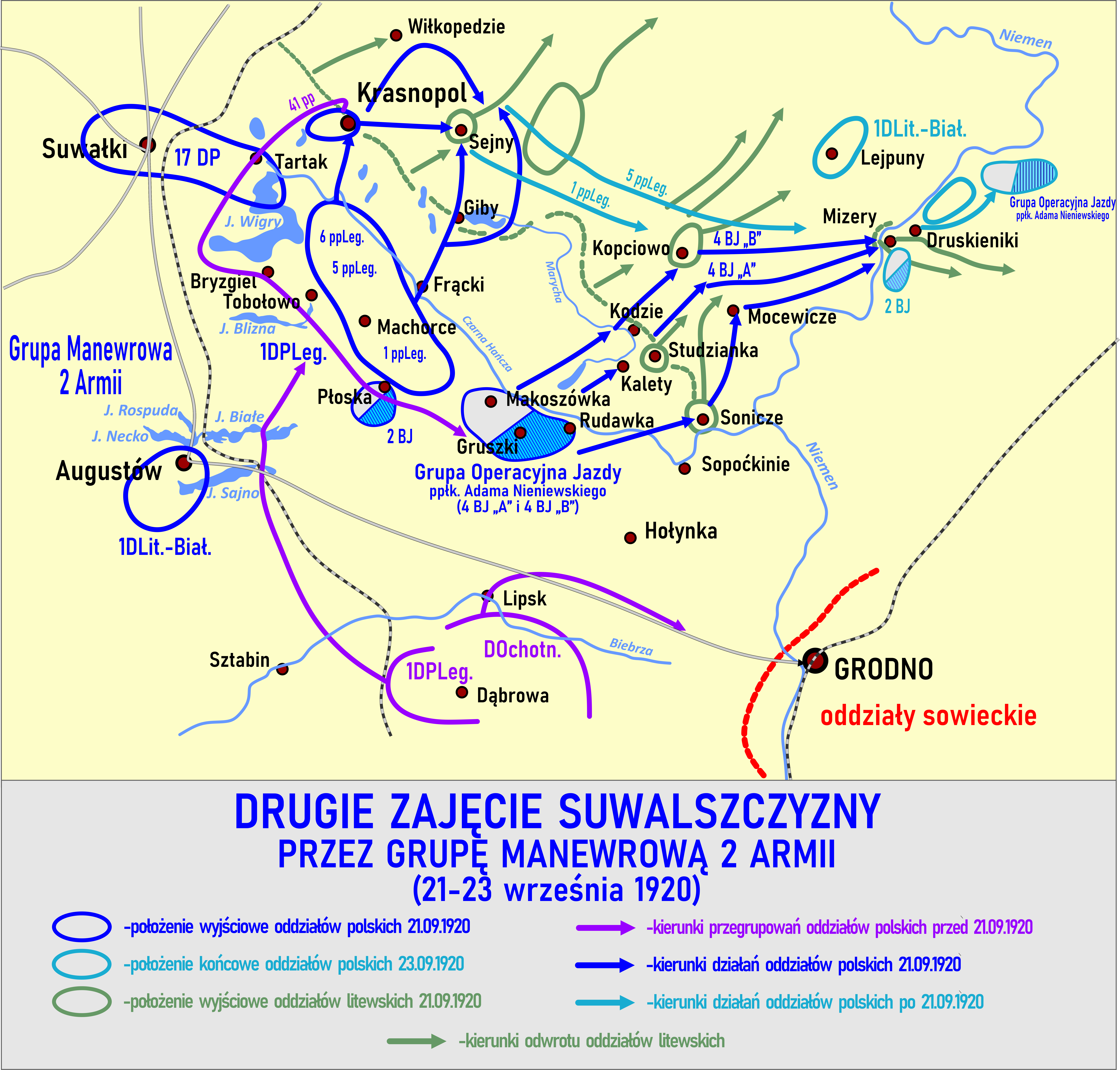
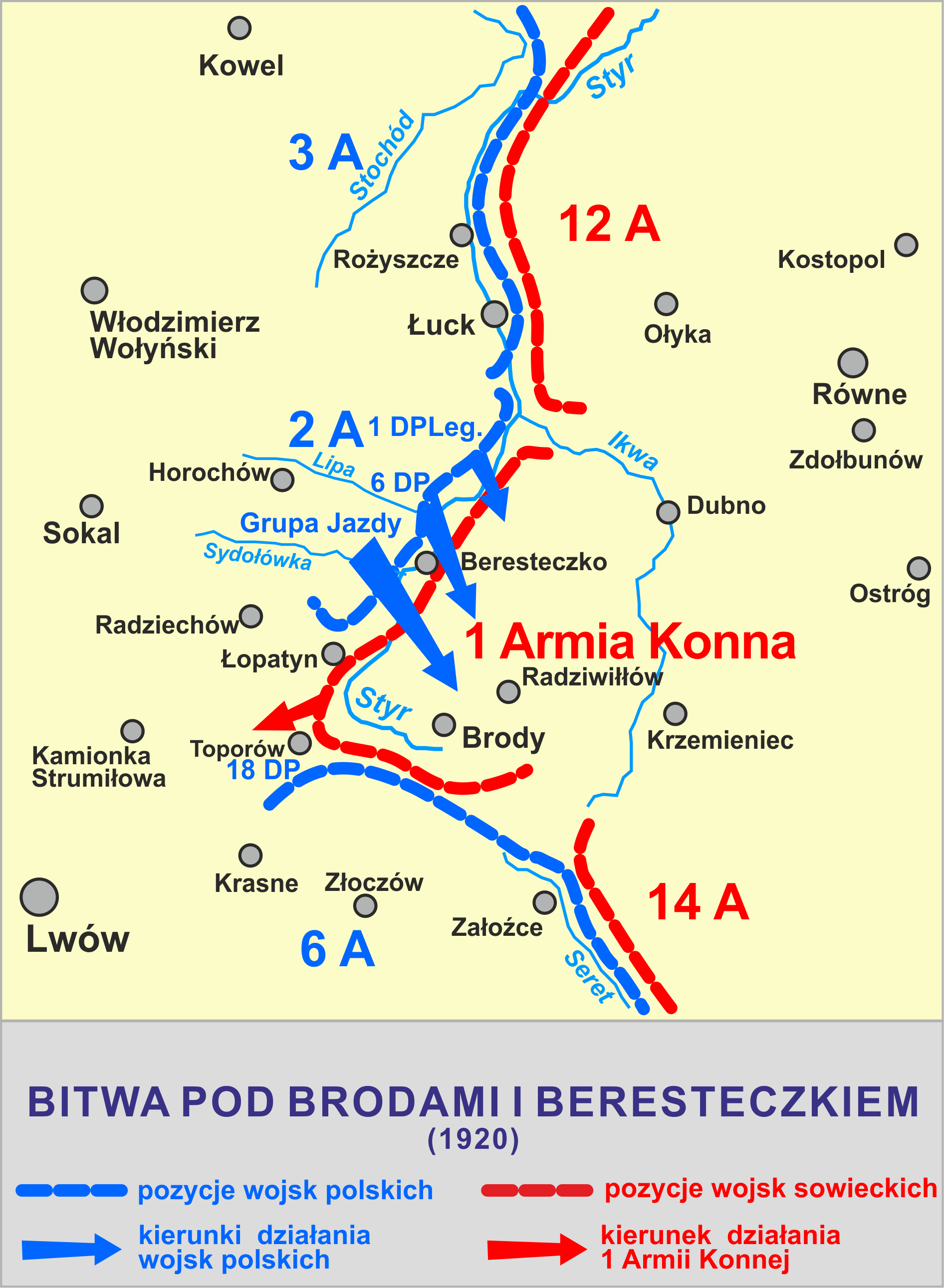

### Kawalerowie Virtuti Militari
Żołnierze pułku odznaczeni Orderem Wojskowym Virtuti Militari za wojnę 1918–1920
Krzyżem Kawalerskim, Złotym i Srebrnym
- mjr Zygmunt Piasecki

Krzyżem Srebrnym
1. Sztandar pułku
2. ś.p. kpr. Stanisław Bakalarczyk nr  2681
3. plut. Feliks Bartnicki
4. kpr. Stanisław Bednarski
5. por. Ludwik Stanisław Bernstein nr  5144
6. ppor. Leopold Berg
7. rtm. Aleksander Bieliński
8. uł. Andrzej Bober
9. rtm. Władysław Dunin-Borkowski
10. plut. Bronisław Chamiec
11. plut. Stanisław Chruścik
12. ppor. Jan Dąbrowski
13. ppor. Jerzy Dąbrowski
14. uł. Jerzy Dobrogojski
15. plut. Lucjan Duda
16. plut. Jerzy Dzisiewski
17. ppor. Stanisław Gąssowski
18. rtm. Witold Grzechowski
19. por. Wacław Haczyński
20. rtm. Wacław Ilaczyński
21. kpr. Wojciech Hołowiński
22. ppor. Jerzy Jabłonowski
23. rtm. Tadeusz  Jakubski
24. plut. Wojciech Jankowski
25. ppor. Stefan Janiszewski
26. plut. Leon Józefowski nr 5146[c]
27. por. Celestyn Kański
28. rtm. Zdzisław Karpiński
29. plut. Stanisław Kiełczewski
30. st. wchm. Stanisław Kleniewski
31. rtm. Stanisław Klepacz
32. kpr. Jan Kołosowicz
33. st. uł. Karol Kopeć
34. plut. Józef Kopiel
35. pchor. Napoleon Kostanecki
36. plut. Feliks Kotarski
37. plut. Kazimierz Kowalczyk
38. kpr. Julian Kowalski
39. ppor. Mieczysław Kozanecki
40. plut. Antoni Krochmalski
41. uł. Stanisław Kruszewski
42. pchor. Konstanty Kułagowski
43. rtm. Tadeusz Kurnatowski
44. kpr. Jan Lenard
45. mjr Jan Lewandowski
46. st. uł. Stefan Lipczyński
47. kpr. Wacław Ławicki
48. kpr. Jerzy Łobaczewski
49. plut. Wiktor Maciejowski
50. rtm. Leonard Michalski
51. kpt. lek. Xawery Monodro
52. rtm. Stanisław Moszyński
53. ppor. Stefan Morzyński
54. uł. Władysław Myszkiewicz
55. mjr Romuald Niementowski
56. st. uł. Władysław Niziński
57. ppor. Marian Olechnowicz
58. st. uł.Piotr Olszewski
59. kpr. Mieczysław Osiński
60. uł. Wacław Panecki
61. rtm. Wacław Paszkowski
62. uł. Jan Pazur
63. plut. Włodzimierz Polski
64. rtm. Franciszek Bieberstein-Żarnowski
65. ppor. Wojciech  Pohoski
66. plut. Wacław Pstruszyński
67. pchor. Edward Pycz
68. kpr. Stanisław Radomski
69. pchor. Stefan Rago nr  5145
70. rtm. Bronisław Rakowski
71. plut. Jerzy Respondowski
72. st. uł. Władysław Reszka
73. rtm. Adolf Rudnicki-Cedro nr 5142
74. kpr. Jan Rusinowski
75. uł. Franciszek Selwa
76. por. Feliks Siedlecki nr 5143
77. kpr. Mieczysław  Skalski
78. rtm. Marian Skrzynecki
79. rtm. Józef Smoleński
80. rtm. Stefan Sroczyński
81. pchor. Antoni Starnawski
82. pchor. Henryk Suchodolski
83. rtm. Leon Suchorzewski
84. plut. Stefan Tomczak
85. kpr. Bolesław Toruń
86. ppor. Leon  Trojanowski
87. kpr. Jan Tylus nr 5148
88. st. wachm. Jan Tuszowski KS nr 5451
89. st. uł. Edward Warszakowski
90. plut. Jan Wawrzeńczak
91. pchor. Tadeusz Welfle
92. rtm. Edward Wilczyński nr 5141
93. wachm. Kazimierz Wiśniewski
94. plut. Tomasz Witek
95. kpr. Roman Wyrwicz nr 3963 †16 IV 1919  Berdówka

## Pułk w okresie pokoju

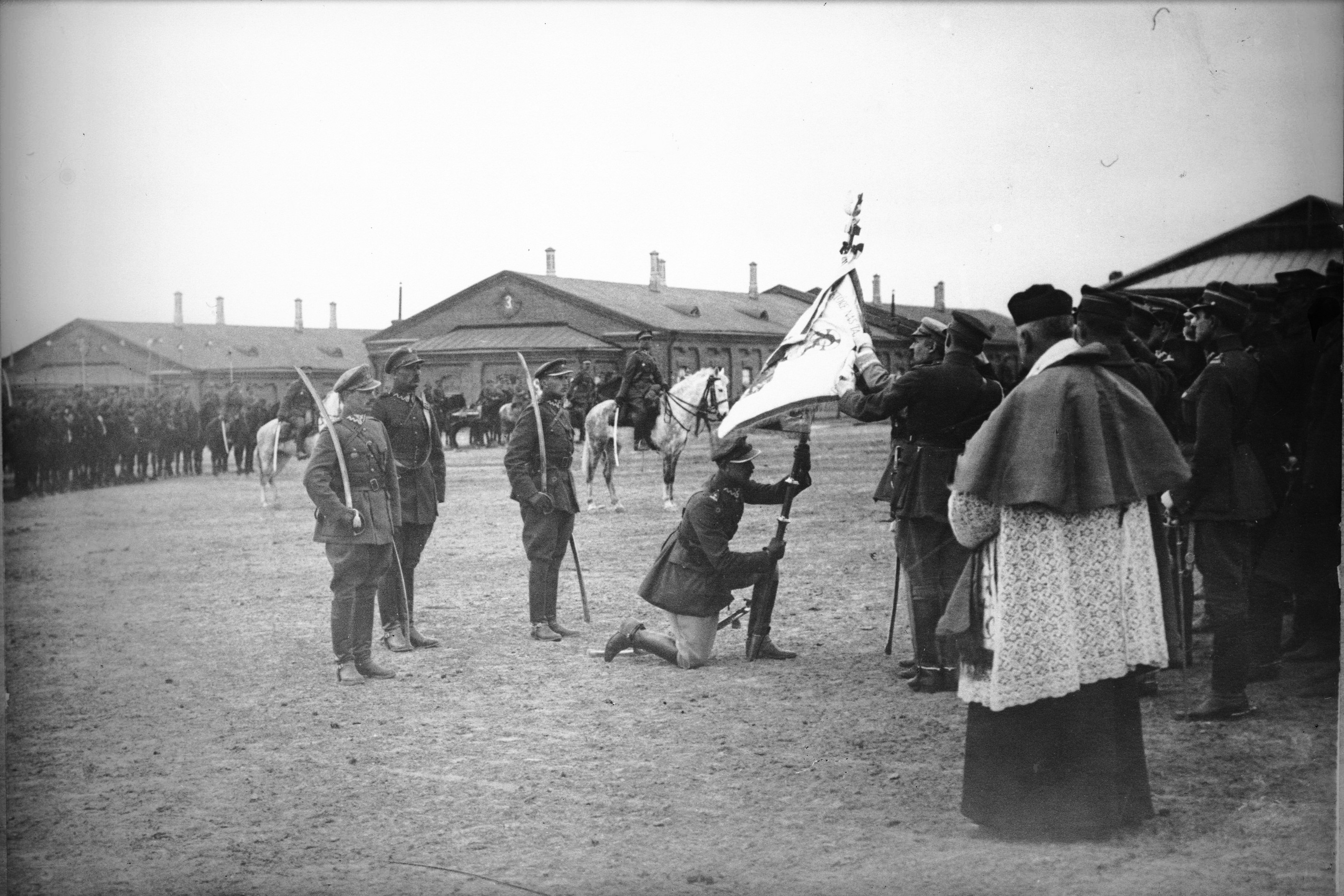
Józef Piłsudski dekoruje sztandar 7 puł Orderem Virtuti Militari; 23 marca 1921

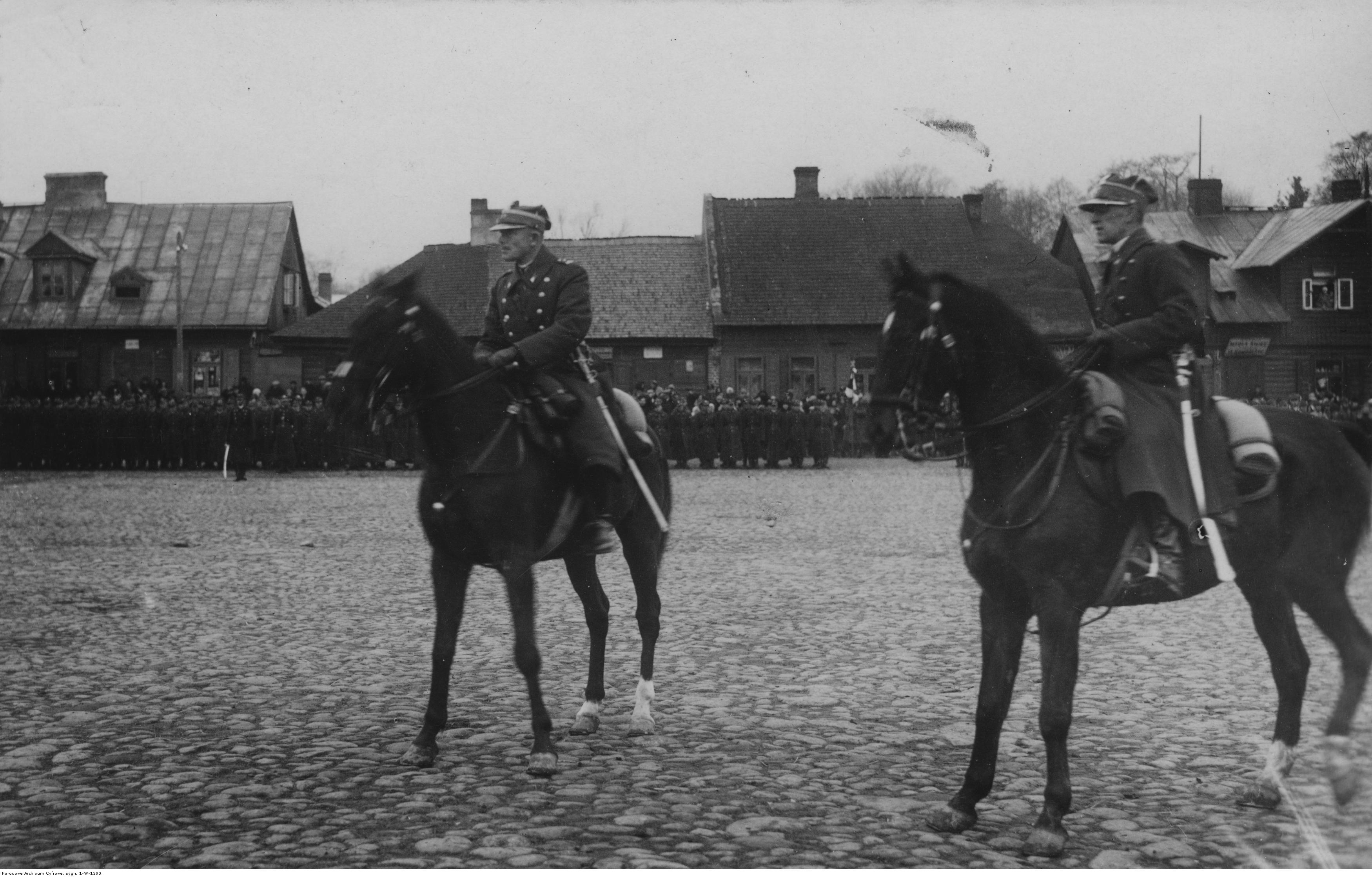
Święto 7 Pułku Ułanów Lubelskich w Mińsku Mazowieckim - przemawia ppłk Jan Tyczyński (na koniu z lewej).

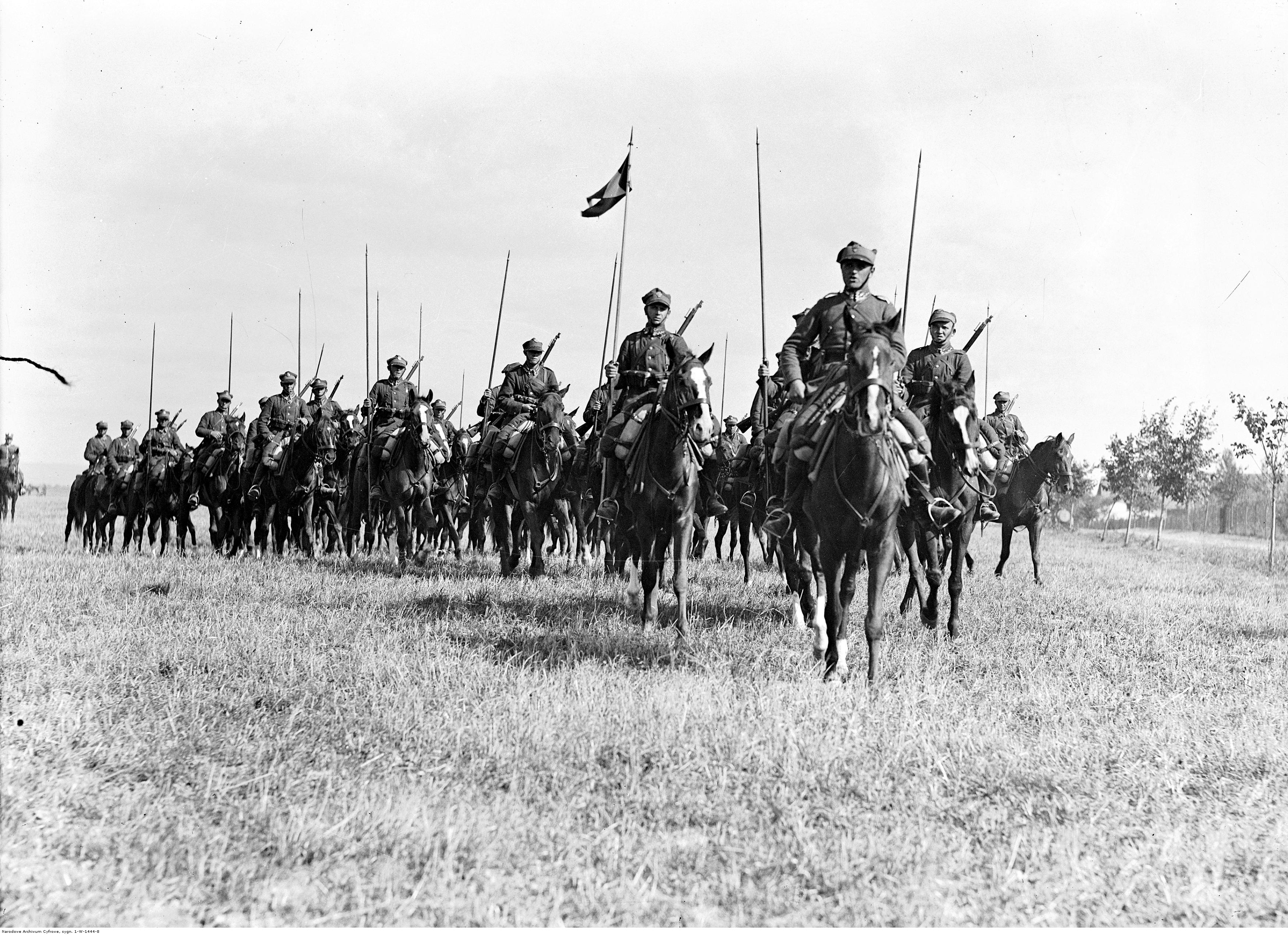
Żołnierze pułku podczas obchodów Święta Kawalerii, rok 1933

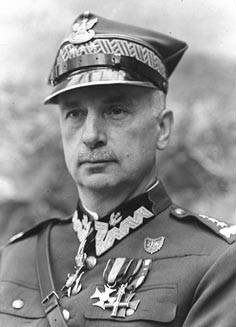
Kazimierz Sosnkowski, szef pułku

Służba na linii demarkacyjnej trwała do 12 lutego 1921 roku. Tego dnia pułk odmaszerował do Mołodeczna, a następnie został pociągami przetransportowany do Kraśnika. W marcu, po przekazaniu pułkowi sztandaru, nastąpiła częściowa demobilizacja starszych roczników. W kwietniu pułk przeniesiono do Przasnysza, gdzie dokończono demobilizację, a w czerwcu Ministerstwo Spraw Wojskowych, regulując sprawy pokojowej dyslokacji wojsk, za miejsce stałego garnizonu dla 7 pułku wyznaczyło Mińsk Mazowiecki, do którego pułk przybył 21 czerwca.
Zimą 1922 do pułku trafiło około 500 rekrutów. Przystąpiono do szkolenia, częściowo zakłóconego wyjazdem szwadronów do Małopolski Wschodniej. Pułk miał tam utrzymać porządek i nie dopuścić do działań destrukcyjnych prowadzonych przez grupy nacjonalistów ukraińskich i bandy dywersyjne przenikające przez wschodnią granicę. Powrót pułku do macierzystego garnizonu nastąpił w marcu 1923 roku.
W 1922 w procesie umacniania i wzbogacania tradycji 7 pułku podjęto szereg decyzji. Postanowiono dzień 23 marca ustanowić świętem pułku. W dniu tym przypadała rocznica udekorowania sztandaru Orderem Virtuti Militari. Przyjęto melodię marsza pułku i wprowadzono kolory proporców sztandarowych: 1 szwadron – czerwony, 2 – biały, 3 – żółty, 4 – niebieski oraz proporzec dowódcy z wymienionymi czterema kolorami ułożonymi w szachownicę z doszytymi proporczykami w barwach pułku. Wcielenie rekrutów odbywało się w listopadzie każdego roku, a po przeszkoleniu było uroczyste zaprzysiężenie na sztandar. Organizowano kursy dokształcające. W 1934 z inicjatywy ówczesnego dowódcy płk dypl. Juliana Filipowicza powstało muzeum pułku. Roczny cykl szkolenia kończyły ćwiczenia letnie.
W początkach sierpnia pułk udawał się na koncentrację 2 Warszawskiej Dywizji Kawalerii. Ćwiczenia letnie kończyły się dwustronnymi manewrami wszystkich rodzajów broni. Uroczyście obchodzono święta wojskowe, kościelne i narodowe. W rocznicę powstań narodowych 1830 i 1863 dowódcy szwadronów organizowali dla podwładnych pogadanki nawiązujące do tradycji walk niepodległościowych. W podobny sposób czczono każdą rocznicę Konstytucji 3 Maja. Dzień Święta Żołnierza (15 sierpnia) pułk obchodził w polu. Święto pułku trwało zazwyczaj dwa dni, tj. 22 i 23 marca. W pierwszym dniu pułk udawał się na mszę w otoczeniu cywilów, a po powrocie na teren koszar defilował przed dowódcą i zebranymi gośćmi. O godz. 20.00 odbywał się apel poległych. W dniu 23 marca na program właściwego święta składały się: rewia pułku w szyku konnym lub pieszym, msza polowa, defilada, dekoracja odznaką pamiątkową pułku, obiad żołnierski. Duże znaczenia przywiązywano do więzi pułku ze społeczeństwem. Na święto pułku rokrocznie przybywały tłumy widzów. Oficerowie pułku prowadzili przysposobienie wojskowe dla młodzieży. Podczas ćwiczeń letnich w terenie zapraszano na zabawę żołnierską ludność wiejską. Udzielano bezpłatnej pomocy lekarskiej i weterynaryjnej. Od 1937 pułk opiekował się trzema szkołami powszechnymi w miejscowościach Stojadła, Dobre i Rycerska Górka. W Cegłowie utworzono sierociniec.
Szczególne miejsce w życiu i pracy wychowawczej pułku odgrywał kult osoby marszałka Józefa Piłsudskiego, który w latach 1922–1926 składał w pułku wizyty. Na każde imieniny Komendanta wyjeżdżały delegacje złożone z oficerów, podoficerów i ułanów. Po zrzeczeniu się przez Piłsudskiego poborów i znalezieniu się jego rodziny w trudnej sytuacji materialnej kadra 7 pułku dostarczała do Sulejówka żywność zakupioną ze składek. Po rozejściu się wieści o planowanym zamachu na jego życie na przełomie 1925/26 7 pułk i 5 pp Legionów z Wilna samorzutnie rozstawiły placówki wartownicze w Sulejówku.
Przed budynkiem dowództwa pułku została pochowana Kasztanka, klacz Marszałka Józefa Piłsudskiego.
Drugą osobą, która zapisała się w dziejach 7 pułku na trwale, był gen. Kazimierz Sosnkowski, do którego w lutym 1920 korpus oficerski po jednogłośnym zaakceptowaniu projektu zwrócił się z prośbą objęcia szefostwa pułku. 4 marca Sosnkowski wyraził zgodę i wówczas pułk przyjął nazwę „7 Pułk Ułanów Lubelskich im. gen. Kazimierza Sosnkowskiego”. Za życia marszałka Piłsudskiego nazwa nie została zaakceptowana przez Ministerstwo Spraw Wojskowych, ponieważ szefem pułku była osoba żyjąca. Dopiero 31 grudnia 1937 minister spraw wojskowych rozkazem Dep. Dow. Og. 1590.13 P.U. zatwierdził nazwę „7 pułk ułanów lubelskich imienia GENERAŁA KAZIMIERZA SOSNKOWSKIEGO”. Uroczystość objęcia szefostwa odbyła się w dniu święta pułku 23 marca 1938.
| Pułk w planie mobilizacyjnym „S”          | Pułk w planie mobilizacyjnym „S” | Pułk w planie mobilizacyjnym „S” |
| Nazwa pododdziału                         | Miejsce mobilizacji              | Termin                           |
| ----------------------------------------- | -------------------------------- | -------------------------------- |
| dowódca pułku z drużyną                   | Mińsk Mazowiecki                 | alarm                            |
| pluton łączności                          | Mińsk Mazowiecki                 | alarm                            |
| 1÷4 szwadrony                             | Mińsk Mazowiecki                 | alarm                            |
| szwadron karabinów maszynowych            | Mińsk Mazowiecki                 | alarm                            |
| drużyna dowódcy dywizjonu kawalerii nr 60 | Mińsk Mazowiecki                 | 7                                |
| szwadron kawalerii nr 1/60                | Mińsk Mazowiecki                 | 7                                |
| szwadron kawalerii nr 2/60                | Mińsk Mazowiecki                 | 9                                |
| pluton ckm nr 60                          | Mińsk Mazowiecki                 | 7                                |
| kolumna taborowa nr 162                   | Mińsk Mazowiecki                 | 8                                |
| kolumna taborowa nr 168                   | Mińsk Mazowiecki                 | 9                                |
| uzupełnienie do czasu „W”                 | Mińsk Mazowiecki                 | 5                                |
| szwadron marszowy 1/7 puł                 | Mińsk Mazowiecki                 | 18                               |
| pluton marszowy nr 1/60                   | Mińsk Mazowiecki                 | 22                               |
| PKU Mińsk Mazowiecki                      | Mińsk Mazowiecki                 | 2                                |
| Szkoła Podchorążych Kawalerii nr I        | Mińsk Mazowiecki                 | 30                               |
| szwadron zapasowy                         | Mińsk Mazowiecki                 | alarm-15                         |
| obiekty przemysłu wojennego               |                                  |                                  |

W ostatnich latach przed wybuchem wojny nastąpiły zmiany w organizacji i wyposażeniu pułku. Do pułku w 1936 dołączono pluton kolarzy, a w 1937 pluton działek ppanc. 37 mm. W 1939 pułk otrzymał karabiny ppanc. produkcji polskiej. Wiosną 1939 przyśpieszono szkolenie ułanów i uzupełniono braki materiałowe. Odbywające się ćwiczenia w rejonie Mińsk Mazowiecki – Łochów – Wyszków zostały przerwane z uwagi na wzrost napięcia międzynarodowego i w związku z tym 7 pułk powrócił do Mińska Mazowieckiego, a jego oficerowie w przewidywaniu mobilizacji przystąpili do sprawdzania elaboratów mobilizacyjnych.
| Obsada personalna i struktura organizacyjna w marcu 1939: | Obsada personalna i struktura organizacyjna w marcu 1939: |
| Stanowisko                                                | Stopień, imię i nazwisko                                  |
| --------------------------------------------------------- | --------------------------------------------------------- |
| dowódca pułku                                             | płk Leonard Michalski                                     |
| I zastępca dowódcy                                        | ppłk Marian Skrzynecki                                    |
| adiutant                                                  | por. Tadeusz Bylina                                       |
| lekarz medycyny                                           | por. lek. Ryszard Kaszubski                               |
| lekarz weterynarii                                        | kpt. Feliks Albrycht                                      |
| II zastępca dowódcy (kwatermistrz)                        | mjr Antoni Alojzy Głuchowski                              |
| oficer mobilizacyjny                                      | mjr Romuald Jaworski                                      |
| zastępca oficera mobilizacyjnego                          | rtm. adm. (kaw.) Feliks Siedlecki                         |
| oficer administracyjno-materiałowy                        | p.o. chor. Jerzy Romanowski                               |
| dowódca szwadronu gospodarczego                           | por. Tadeusz Bylina                                       |
| oficer gospodarczy                                        | kpt. int. Karol Łopuszański                               |
| oficer żywnościowy                                        | chor. Stefan Zakrzewski                                   |
| dowódca plutonu łączności                                 | por. Zygmunt Jasieński                                    |
| dowódca plutonu kolarzy                                   | por. Wojciech Konopka                                     |
| dowódca plutonu ppanc.                                    | ppor. Stefan Gołasz                                       |
| dowódca 1 szwadronu                                       | mjr Seweryn Kulesza                                       |
| dowódca plutonu                                           | por. Jerzy Fabrycy                                        |
| dowódca plutonu                                           | ppor. Władysław Parzonko                                  |
| dowódca 2 szwadronu                                       | rtm. dypl. Eugeniusz Czarnecki                            |
| dowódca plutonu                                           | por. Józef Zygmunt Grzyb                                  |
| dowódca plutonu                                           | por. Wojciech Konopka                                     |
| dowódca plutonu                                           | ppor. Michał Sroczyński                                   |
| dowódca 3 szwadronu                                       | mjr dypl. Józef Słomowski                                 |
| dowódca plutonu                                           | por. Stefan Standełło                                     |
| dowódca plutonu                                           | por. Leszek Stanisław Przybojewski                        |
| dowódca 4 szwadronu                                       | p.o. por Jerzy Kasprzyk                                   |
| dowódca plutonu                                           | ppor. Zbigniew Rożałowski                                 |
| dowódca szwadronu km                                      | rtm. Janusz Ruszczyński                                   |
| dowódca plutonu                                           | por. kontr. Jan Mytrus                                    |
| dowódca plutonu                                           | ppor. Władysław Maria Grocholski                          |
| dowódca szwadronu zapasowego                              | mjr Wojciech Pohoski                                      |
| zastępca dowódcy                                          | rtm. Jerzy Karwat                                         |
| na kursie                                                 | rtm. Antoni Mieczysław Męczarski                          |
| na kursie                                                 | por. Romuald Świerzbiński                                 |

## 7 puł. w kampanii wrześniowej

### Mobilizacja
Pułk był jednostką mobilizującą. Zgodnie z planem mobilizacyjnym „W” dowódca pułku był odpowiedzialny za przygotowanie i przeprowadzenie mobilizacji jednostek wpisanych na tabelę mobilizacyjną pułku:
w mobilizacji alarmowej, w grupie jednostek oznaczonych kolorem żółtym:
- 7 pułku ułanów,
- parku intendentury typ II nr 141,
- Kolumny taborowej kawaleryjskiej parokonnej typ I nr 141,
- Kolumny taborowej kawaleryjskiej parokonnej typ I nr 141,

natomiast w I rzucie mobilizacji powszechnej dwóch szwadronów marszowych Mazowieckiej BK (nr 1 i 2). Po ukończeniu mobilizacji pułk miał przekazać koszary i sprzęt kwaterunkowy dowódcy Ośrodka Zapasowego Artylerii Konnej nr 1.
24 sierpnia 1939 roku o godz. 1.00 w nocy w pułku ogłoszona została mobilizacja. Pobór koni i wozów taborowych przebiegał bez zakłóceń. Rezerwiści zgłaszali się w wyznaczonym terminie. Po południu pułk przeszedł na kwatery do okolicznych wiosek. 25 sierpnia o godz. 16.00 szwadrony osiągnęły gotowość marszową. 26 sierpnia dotychczasowy dowódca pułku płk Leonard Michalski, przeniesiony został na stanowisko zastępcy dowódcy 10 Brygady Kawalerii. Pułk przejął jego zastępca ppłk Marian Skrzynecki. Wieczorem 26 sierpnia pułk wymaszerował nad granicę Prus Wschodnich. 30 sierpnia rano szwadrony osiągnęły Łanięta. Na rozkaz dowódcy brygady niezwłocznie rozpoczęto budowę okopów i zasieków z drutu kolczastego.

### Działania bojowe
We wrześniu 1939 pułk walczył w składzie Mazowieckiej Brygady Kawalerii (Armia „Modlin”). Wyznaczony został do odwodu brygady.

#### W boju granicznym
W dniach 1–3 września walczył na wysuniętej pozycji obronnej w rejonie Chorzel, a następnie w rejonie Przasnysza. Już 1 września doszło do przełamania obrony Mazowieckiej BK na styku 1 pułku szwoleżerów i 11 pułku ułanów. Z tego względu wieczorem dywizjon mjr. Kuleszy (szwadrony 1 i 4 i pluton kolarzy), wraz ze szwoleżerami wykonał kontratak wyrzucając niemiecką piechotę za rzekę Ulatówkę, wziął 4 jeńców 1 moździerz, 2 ckm i radiostację. 2 września wobec odwrotu Mazowieckiej BK, 7 pułk ułanów został wprowadzony do I rzutu obrony w rejonie miejscowości w rejonie Drążdżewa, Oględa Szlachecka, kolonii Zakocie. Patrole i podjazdy prowadziły potyczki z niemiecką 1 Brygadą Kawalerii.
3 września pułk na rozkaz dowódcy brygady wycofał się na koleją rubież opóźniania pod Dobrzankowem nad rzeczką Węgierką i w rejonie koszar w Przasnyszu. W godzinach porannych niemiecki oddział zmotoryzowany wyparł 4 szwadron i pluton kolarzy z Przasnysza, a 7 pułk został zbombardowany przez lotnictwo wroga. W godzinach popołudniowych niemiecka 1 BK wyparła ułanów lubelskich z bronionej rubieży.
Nocą 3/4 września pułk wycofał się na nową rubież obrony, dywizjon mjr Kuleszy (1, 2 szwadron, część szwadronu ckm i plutonu ppanc. oraz kolarze) zajął obronę we wsi Bogate, reszta pułku z baterią 1 dak oraz częścią szwadronu samochodów pancernych nr 11 zajęła II linię obrony we wsi Szczuki. W obronie wsi Bogate dywizjon mjr. Kuleszy stoczył kilkugodzinną walkę z nacierającą niemiecką kawalerią z pojazdami pancernymi. Po czym dywizjon mjr. Kuleszy wycofał się za II linię obrony 7 pułku, rozwijając III linię obrony we wsi Węgrzynowo. Po godzinnej walce i zadaniu strat nacierającym obrońcy wsi Szczuki wycofali się na III linię obrony. Tam w rozbitym niemieckim samochodzie zdobyto mapę z aktualną sytuacją niemieckiej 3 Armii. Pod ostrzałem niemieckiej artylerii 7 pułk wytrwał do wieczora 4 września na zajmowanych pozycjach.

#### W walkach nad Narwią i Bugiem
Od 5 do 7 września bronił linii Narwi w rejonie Pułtuska i Serocka. Nocą 4/5 września ułani lubelscy podjęli marsz poprzez Maków, most w Pułtusku i rozlokowali się w miejscowościach Mystków Stary-Zatory jako odwód Mazowieckiej BK. 6 września pułk wykonał marsz do lasów w rejonie miejscowości Białe Błoto, 10 km od Jaszczułt i od rana 7 września zajął obronę okrężną. Kolejnej nocy pułk wykonał marsz do Wyszkowa i po przeprawieniu się przez most na rzece Bug zakwaterował w miejscowości Dąbrówka na południowym brzegu jak odwód brygady. Tu jako uzupełnienie pułku przybył 1 szwadron marszowy por. Kazimierza Tabiszewskiego, który 9 września rozdzielono do szwadronów pułku. 8 i 9 września patrole ułanów rozpoznawały ugrupowanie nieprzyjaciela na północnym brzegu Bugu. Nocą 9/10 września oddział wypadowy pułku w składzie 1, 2, 4 szwadronu i plutonu ckm pod dowództwem mjr. dypl. V. Jedigara dokonał wypadu na miejscowość Słomianka. Wypad nie osiągnął zaskoczenia i zaległ w ogniu broni maszynowej, oddział powrócił na pozycje wyjściowe przy minimalnych stratach. 10 września 7 pułk ułanów przemaszerował do rejonu na północny wschód od Radzymina, dywizjon mjr. Kuleszy (1 i 2 szwadrony) na rozkaz dowódcy Armii „Modlin” powrócił nad Bug. Po zajęciu stanowisk ponownie został skierowany w ślad za pułkiem, który odmaszerował w kierunku na Stanisławów, jednak 12 września dywizjon 7 puł. dołączył do 1 pułku szwoleżerów. Od 7 pułku odłączono tabor, który w osłonie plutonu kolarzy wysłany został w kierunku Lublina. W godzinach wieczornych 11 września kwaterujące we wsi Głęboczyce główne siły pułku i bateria 1 dak, zostały zaatakowane przez niemiecką piechotę. Natarcie niemieckiej piechoty zostało odparte, kontratakiem ułanów i ogniem własnej artylerii. Późną nocą główne siły pułku wycofały się z Głęboczyc i osiągnęły w dniu 12 września las w pobliżu wsi Cierpięta. W tym czasie 3 szwadron wspierał w obronie dwa szwadrony 1 pszw. w rejonie wsi Grębków. Pozostałość 7 pułku podjęła walki obronne osłaniając walczące pod Grębkowem szwadrony 1 pszw. i 3 szwadron 7 puł. Z uwagi na okrążenie jednostek Mazowieckiej BK, nocą 12/13 września 7 pułk zdołał sforsować bez walki ugrupowanie wojsk niemieckich docierając wieczorem 13 września do lasu i wsi Kaczory miejsca koncentracji brygady. 

#### Odwrót w Lubelskie
Dowódca Mazowieckiej BK wyznaczył 3 i 4 szwadron z ckm pod dowództwem mjr. W. Pohoskiego jako lewe skrzydło zgrupowania uderzeniowego, które miało sforsować szosę wiodącą do Siedlec. W trakcie nocnego natarcia zniszczono niemiecką zmotoryzowaną kolumnę zaopatrzeniową. Po walce maszerujący w straży przedniej brygady 3 szwadron pułku odłączył się. W trakcie dalszego przedzierania się 7 pułku (dowództwo ze szwadronem gospodarczym, 4 szwadron, plutony ppanc. i łączności) toczyły potyczki z patrolami i pododdziałami niemieckimi przy przekraczaniu szosy Łuków-Stoczek, docierając 16 września do wsi Wróblin i stacji kolejowej Krzywda. Dalszy marsz wiódł przez Strzyżów w pobliżu Łukowa, 17 września przez Ustrzec w pobliżu Radzynia, 18 września przez Rudno, 19 września przez Parczew docierając 20 września w rejon wsi Rogów-Żuków na południe od Grabowca. W tym rejonie 7 pułk pozostał do 22 września 1939 roku, dołączyły kolejno szwadrony: 20 września 4 marszowy rtm. Karwata, 22 września dywizjon mjr Kuleszy oraz 3 szwadron oraz tabory z plutonem kolarzy. Po odwrocie na Lubelszczyznę 23 września 7 pułk ułanów jako straż przednia Mazowieckiej BK podjął marsz w kierunku Suchowola-Krasnobród mając za zadanie sforsować pierścień okrążenia wojsk niemieckich. 

#### Udział w bitwie pod Tomaszowem Lubelskim
O godz. 23.15 szwadrony 1, 3 i 4 pułku wraz z dwoma szwadronami 1 pułku kawalerii KOP spieszone przystąpiły do szturmu pozycji niemieckich w Suchowoli, ze wsparciem 4 baterii 1 dak. Po osiągnięciu celu natarcia, w godzinach porannych 24 września przy silnym wsparciu artylerii niemiecka piechota przystąpiła do kontrataku. W jego wyniku rozproszono koniowodnych pułku, a szwadrony pułku i współdziałających innych pułków wycofały się na rozkaz dowódcy brygady z Suchowoli. 7 puł. zbierał się w lasach zamojskich, w czasie walk poniósł duże straty. Wokół dowódcy pułku 24 września po południu zebrało się ok. 500 ułanów. Pułk pomimo rozwiązania Mazowieckiej Brygady Kawalerii walczył nadal, przedzierał się na Krasnobród. Ppłk. Skrzynecki wraz ze strażą przednią wydostał się z okrążenia, resztę pułku powstrzymała stroma skarpa i pojawiające się wojska niemieckie. 25 września dowództwo pułku objął rtm. Antoni Męczarski i klucząc lasami 28 września w lasach pod Janowem Lubelskiego dołączył do grupy płk. dypl. T. Zieleniewskiego oraz połączył się z 6 szwadronem marszowym 7 pułku ułanów rtm. L. Bernsteina. 29 września w pobliżu stacji Szastarka oddział 7 puł. zniszczył kolumnę samochodową i zajął tego dnia Janów Lubelski. Tego dnia oddział dołączył do Grupy „Chełm” płk. Płonki. 1 października Grupy płk, Zieleniewskiego i płk. Płonki skapitulowały przed Armią Czerwoną. Oddział 7 puł. ponosząc dalsze straty i dzieląc się na mniejsze grupy, próbował wydostać się z pułapki pomiędzy oddziałami niemieckimi i sowieckimi. Nie wszystkim udało się uniknąć niewoli. W starciu z oddziałem sowieckim dowódca pułku ppłk. Marian Skrzynecki został ciężko ranny i umarł z ran. 2 października 1939 roku wieczorem oddział rtm. Bernsteina i rtm. Męczarskiego po marszu w kierunku Warszawy gdy doszły informacje o jej kapitulacji, w rejonie wsi Wrzelowiec rozwiązali oddział, zatopili i zakopali uzbrojenie.

### Działania i walki pododdziałów II rzutu mobilizacyjnego
Ponadto poza etatowym pułkiem ze składu Oddziału Zbierania Nadwyżek i żołnierzy 7 pułku ułanów wchodzących w skład Ośrodka Zapasowego Mazowieckiej BK pod dowództwem mjr Antoniego Głuchowskiego sformowano: 

#### 1 szwadron marszowy konny
Dowodzony przez por. rez. Kazimierz Tabiszewskiego sformowany 27 sierpnia 1939 r. 9 września dołączył do macierzystego pułku i rozdzielony do szwadronów w miejscowości Dąbrówka na południowym brzegu Bugu.

#### 2 szwadron marszowy konny
Dowodzony przez por. rez. Cezarego Baranowskiego od 6 września osłaniał most na Wiśle w Świdrach Małych, następnie wycofał się do Warszawy i do 28 września walczył w jej obronie oraz w boju pod Łomiankami w składzie improwizowanego pułku kawalerii mjr. Józefa Juniewicza.

#### 6 szwadron marszowy konny
Dowodzony przez por. Jana Mytrusa-Wyhowskiego z dużą grupą młodych koni-remontów wymaszerował 9 września z Garwolina przez Wojcieszków dotarł do Borek. 10 września do szwadronu dołączył rtm. rez. Ludwik Bernstein, przeformował go tworząc cztery plutony liniowe i jeden ckm łącznie 160 ułanów. 12 września podjął marsz przez Włodawę, Szack, Kuśnicze. Wraz ze szwadronem szwoleżerów rtm. Ciurlik-Nowińskiego osiągnął 18 września Dubala pod Kowlem i dołączył do Grupy płk. dypl. Leona Koca, utworzył dywizjon kawalerii rtm. Ludwika Bernsteina. Dywizjon jako kawaleria grupy w Jezierzanach walczył z dywersantami ukraińskimi, likwidując bojówkę. W Werbach pod Włodzimierzem Wołyńskim walczył z dywersantami komunistycznymi, wspartymi przez czołgi sowieckie. Po sforsowaniu Bugu pod Korytnicą i Uściługiem osiągnął 25 września Kryniczki, 27 września rejon pomiędzy Krasnymstawem, a Bychawą. 29 września dywizjon stoczył walkę w rejonie stacji kolejowej w Szastarce z niemiecką zmotoryzowaną kolumną zaopatrzeniową. Następnie tego samego dnia w walce zajął Janów Lubelski biorąc 30 jeńców. 1 i 2 października spod Momot dywizjon wraz z podporządkowanym oddziałem rtm. Męczarskiego przedarł się i prowadził marsz w kierunku Warszawy, ostatecznie pod wsią Wrzelowiec zakopano broń i rozwiązano szwadrony trzech rotmistrzów.

#### 3 szwadron marszowy konny
Dowodzony przez por. Henryka Kuleszę został sformowany w dniach 6–7 września. Od 8 września wraz ze szwadronem marszowym 11 pułku ułanów wszedł w skład dywizjonu rtm. Kociejowskiego osłaniającego Garwolin. Następnie od 9 września bronił przeprawy na Wiśle pod Brzuminem. 10 września w rejonie Sobienie-Jeziory został zniszczony, oprócz koniowodnych. Porucznik Kulesza trzykrotnie ranny, zmarł, a jego dowódcy plutonów: ppor. rez. Konrad de Hackbeil i ppor. rez. Edward Polaczek-Kornecki odnieśli rany.

#### 4 szwadron marszowy konny
Dowodzony przez rtm. Jerzego Karwata wszedł w skład Warszawskiego Pułku Ułanów i działał w jego szeregach. Od 20 września dołączył do macierzystego 7 puł. wziął udział w walkach o Suchowolę, rozbity około 22 września w pobliżu wsi Adamów.

#### 5 szwadron marszowy pieszy
Dowodzony przez rtm. Feliksa Siedleckiego sformowany 7 i 8 września, od 8 września maszerował na Lubelszczyznę, 19 września osiągnął rejon na północ od Chełma Lubelskiego wziął udział w walkach oddziałów 41 Dywizji Piechoty rez. Od 20 września wcielony do jednego z batalionów piechoty prowadził walki do 26 września 1939 roku, następnie złożył broń i poszedł do niewoli.
| Struktura organizacyjna i obsada personalna we wrześniu 1939 | Struktura organizacyjna i obsada personalna we wrześniu 1939 | Struktura organizacyjna i obsada personalna we wrześniu 1939 |
| Stanowisko etatowe                                           | Stopień, imię i nazwisko                                     | Uwagi                                                        |
| Dowództwo                                                    | Dowództwo                                                    | Dowództwo                                                    |
| ------------------------------------------------------------ | ------------------------------------------------------------ | ------------------------------------------------------------ |
| dowódca pułku                                                | ppłk Marian Skrzynecki                                       |                                                              |
| zastępca dowódcy pułku                                       | mjr Wojciech Pohoski                                         |                                                              |
| kwatermistrz                                                 | mjr Romuald Jaworski                                         |                                                              |
| adiutant                                                     | por. Tadeusz Bylina                                          |                                                              |
| oficer informacyjny                                          | por. Leszek Przybojewski                                     |                                                              |
| oficer gospodarczy                                           | kpt. int. Karol Łopuszański                                  | †31 X 1942 Oflag VII A Murnau                                |
| oficer ordynansowy                                           | por. rez. Henryk Suchodolski                                 |                                                              |
| lekarz                                                       | por. lek. Ryszard Kaszubski                                  | od 27 IX 1939 w sowieckiej niewoli                           |
| lekarz weterynarii                                           | kpt. lek. wet. Feliks Albrecht                               |                                                              |
| dowódca szwadronu gospodarczego                              | por. rez. Antoni Rychłowski                                  |                                                              |
| oficer żywnościowy                                           | chor. Stefan Zakrzewski                                      |                                                              |
| szef szwadronu                                               | st. wachm. Jan Czaja                                         |                                                              |
| 1 szwadron                                                   |                                                              |                                                              |
| dowódca 1 szwadronu                                          | mjr Seweryn Kulesza                                          |                                                              |
| dowódca plutonu                                              | por. Jerzy Fabrycy                                           |                                                              |
| dowódca plutonu                                              | ppor. Władysław Parzonko                                     |                                                              |
| dowódca plutonu                                              | ppor. Andrzej Poniatowski                                    | IX 1939 zaginiony †29 lub 12 X 1939 w rej. Stryja            |
| szef szwadronu                                               | st. wachm. Stanisław Smoleński                               |                                                              |
| 2 szwadron                                                   |                                                              |                                                              |
| dowódca 2 szwadronu                                          | por. Janusz Poziomski                                        |                                                              |
| dowódca plutonu                                              | ppor. Witold Szaniawski                                      |                                                              |
| dowódca plutonu                                              | ppor. kaw. rez. Marian Józef Kollak                          | †9 IX 1939 Warszawa z ran odniesionych 3 IX pod Przasnyszem  |
| dowódca plutonu                                              | ppor. kaw. rez. Andrzej Helbich                              |                                                              |
| szef szwadronu                                               | wachm. Jan Damm                                              |                                                              |
| 3 szwadron                                                   |                                                              |                                                              |
| dowódca 3 szwadronu                                          | por. Stefan Standełło (do 4 IX i od 12 IX1939)               |                                                              |
| dowódca 3 szwadronu                                          | por. Jerzy Fabrycy 5-12 IX                                   | IX 1939 zaginiony †29 lub 28 IX 1939 Sambor                  |
| 4 szwadron                                                   |                                                              |                                                              |
| dowódca 4 szwadronu                                          | rtm. Antoni Mieczysław Męczarski                             |                                                              |
| szwadron ckm                                                 |                                                              |                                                              |
| dowódca szwadronu ckm                                        | rtm. Janusz Ruszczyński                                      |                                                              |
| pododdziały specjalne                                        |                                                              |                                                              |
| dowódca plutonu kolarzy                                      | por. Wojciech Konopka                                        |                                                              |
| dowódca plutonu przeciwpancernego                            | ppor. Stefan Gołasz                                          |                                                              |
| dowódca plutonu łączności                                    | por. Zygmunt Jasieński                                       | † 19 IX 1940 KL Mauthausen lub KL Dachau                     |
| dowódca drużyny pionierów                                    | kpr. Antoni Achramiej                                        |                                                              |

## Odtworzone pułki
Pułk został odtworzony w konspiracji, październik/listopad 1939, w Warszawie, w powiecie Mińsk Mazowiecki oraz rejonie Radzymin – Wyszków. Pierwszym dowódcą odtwarzanego pułku był mjr dypl. Veli bek Jedigar ps. „Damazy” – książę azerski i polski patriota, były zastępca dowódcy tego pułku od 1936. Na przełomie 1939/1940 z Francji przekazano kwoty pieniężne dla rodzin żołnierzy 7 puł. które przekazała do Mińska żona generała Sosnkowskiego, Jadwiga Sosnkowska.

Pododdziały pułku brały udział w akcji „Burza” oraz walczyły w powstaniu warszawskim w Śródmieściu, na Mokotowie, Woli, na Starówce oraz w Puszczy Kampinoskiej. Używano kryptonimu „Jeleń”.
Po raz drugi pułk został odtworzony w grudniu 1944 jako rozpoznawczy pułk samochodów pancernych 3 Dywizji Strzelców Karpackich. Pułk nie wziął udziału w walkach. Rozwiązany został w 1947.

## Symbole pułkowe

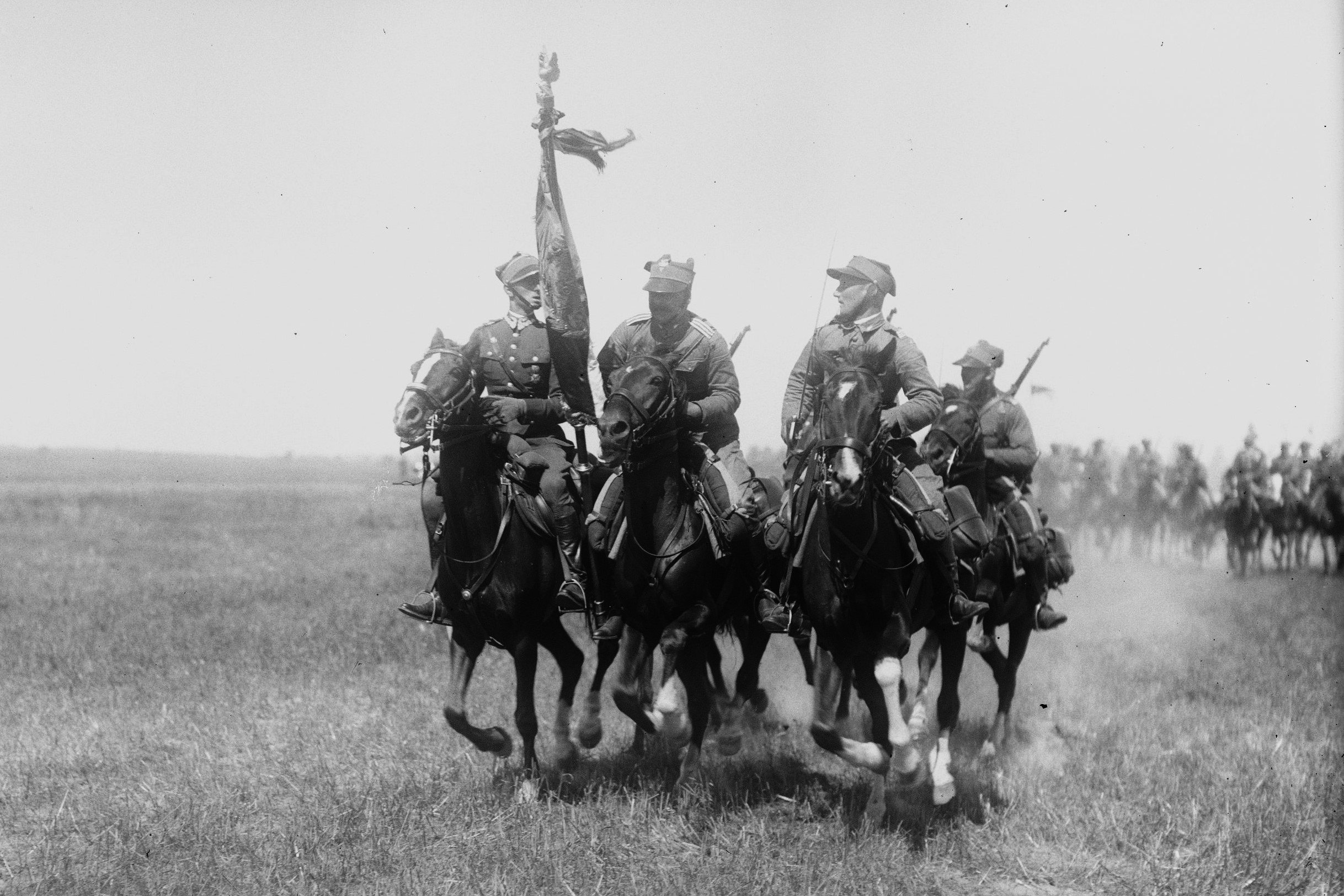
Poczet sztandarowy 7 pułku ułanów

### Sztandar
22 marca 1921, w Kraśniku, generał porucznik Kazimierz Sosnkowski wręczył pułkowi chorągiew ufundowaną przez społeczeństwo ziemi lubelskiej. Następnego dnia Naczelnik Państwa i Naczelny Wódz, marszałek Polski Józef Piłsudski udekorował chorągiew Krzyżem Srebrnym Orderu Wojskowego Virtuti Militari za zasługi bojowe. Sztandar nie odpowiadał przepisom, jednak zachowano go ze względów tradycyjnych.
W 1931 mocno podniszczony sztandar poddano renowacji. 25 sierpnia 1939 r. pułk wyruszył wraz ze sztandarem nad granicę z Prusami Wschodnimi. 5 lub 6 września odwieziono sztandar do Mińska, a później do OZ Mazowieckiej BK w Garwolinie. Opiekę nad sztandarem sprawował chor. Bolesław Madrak. Walczące w odwrocie szwadrony zapasowe wycofywały się na Kowel. Kilka kilometrów przed Władawą okazało się, że na rozkaz wyższego dowódcy wszystkie oddziały mają złożyć broń. Chor. Madrak zniszczył drzewce sztandaru, a płat ukrył na sobie. Wachm. Koźlinka schował pod ubraniem orła i szarfę. Obaj zostali skierowani przez Niemców do prowizorycznego obozu jeńców. Wykorzystując zamieszanie, zbiegli, przebrali się w ubrania cywilne i około 22 września dotarli do Wielgolasu. Tu zakopali sztandar. W październiku 1940 r. Madrak i Czajka postanowili przenieść sztandar do Nowodworu. W Nowodworze pieczę nad sztandarem objęła Helena Bełkowska. Zakopano go w suchym miejscu niedaleko dworu. Miejsce zamaskowano starannie opadłymi liśćmi. Sztandar przeleżał tam do 1959 r. Odkopano go w październiku, a 9 listopada 1959 uroczyście przekazano do Muzeum Wojska Polskiego w Warszawie.

### Odznaka pamiątkowa
Autorem projektu odznaki był ówczesny dowódca pułku ppłk Zygmunt Piasecki. Odznaka bez zatwierdzenia MSWojsk. była nadana po raz pierwszy 23 marca 1923 w dniu święta pułkowego. Odznaki z pierwszymi numerami otrzymali: Prezydent RP Stanisław Wojciechowski, marszałek Polski Józef Piłsudski, honorowy szef pułku gen. Kazimierz Sosnkowski i byli dowódcy pułku. 18 marca 1929 minister spraw wojskowych zatwierdził wzór i regulamin odznaki pamiątkowej 7 pułku ułanów.
Odznaka ma kształt groszkowanej okrągłej wypukłej tarczy obwiedzionej reliefem sznurkowym. Tarcza przez środek przepasana jest emaliowaną wstążką w barwach Orderu Virtuti Militari. Pod wstążką przechodzą ukośnie drzewce lancy z proporcem amarantowym z białym kątem. Poniżej wstążki wpisano numer i inicjały „7 PU”, na obrzeżach daty „11 VIII 1914”, „l XI 1918” i „23 III 1921”. Jednoczęściowa – wykonana w srebrze lub w tombaku srebrzonym oksydowanym, emaliowana. Wymiary: 40 mm. Wykonawcami odznak byli warszawscy grawerzy Józef Kweksilber i Wiktor Gontarczyk.

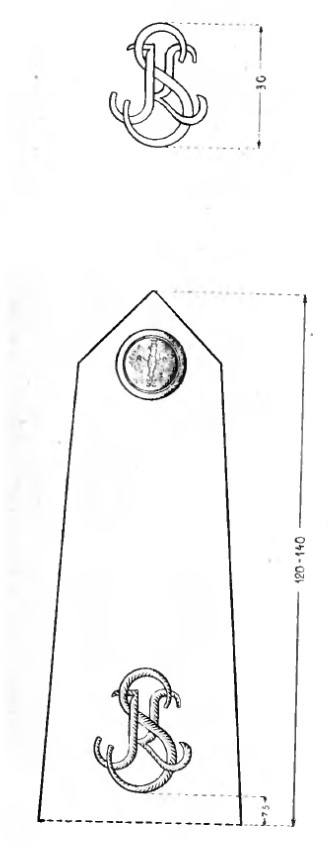
Inicjały noszone przez żołnierzy 7 pułku ułanów

### Inicjały
31 grudnia 1937, równocześnie z zatwierdzeniem nazwy pułku, minister spraw wojskowych zarządził noszenie przez żołnierzy na naramiennikach kurtek i płaszczy – zamiast dotychczasowej numeracji – inicjałów „K.S.” według załączonego wzoru. Dla oficerów i chorążych inicjały były haftowane nićmi metalowymi oksydowanymi na stare srebro, natomiast dla podoficerów poniżej stopnia chorążego i ułanów wykonane z białego matowanego metalu. Minister zezwolił podoficerom zawodowym noszenie przy ubiorze poza służbowym inicjałów haftowanych.

### Barwy
| Proporczyk | Opis                                                        |
| ---------- | ----------------------------------------------------------- |
|            | Proporczyk amarantowy z białym trójkątem u nasady           |
|            | proporczyk dowództwa w 1939                                 |
|            | proporczyk 1 szwadronu w 1939                               |
|            | proporczyk 2 szwadronu w 1939                               |
|            | proporczyk 3 szwadronu w 1939                               |
|            | proporczyk 4 szwadronu w 1939                               |
|            | proporczyk 5 szwadronu ckm w 1939                           |
|            | proporczyk plutonu łączności w 1939                         |
| Inne       | Opis                                                        |
|            | Na czapce rogatywce – otok amarantowy                       |
|            | Szasery ciemnogranatowe, lampasy amarantowe, wypustka biała |
|            | „Łapka” (do 1921) – karmazynowa                             |

### Żurawiejki
| A o siódmym wszyscy wiecie, to Beliny drugie dziecię.                      | Z nosacizny konie giną, ale chodzą z dumną miną. | Rąbią szablą w każdym ścisku, Siódmy – dzielny, stoi w Mińsku. |
| A Pułk Siódmy to zasrańce, pogubili w boju lance.                          | Albośmy to jacy tacy, my ułani – Beliniacy.      | Mazowszaki, czy wy wiecie, kto w galopie robi dziecię?         |
| Po każdej zwrotce: Lance do boju, szable w dłoń, bolszewika goń, goń, goń! |                                                  |                                                                |

## Lubelscy ułani

### Dowódcy i zastępcy dowódcy pułku
| Stopień, imię i nazwisko                  | Okres pełnienia służby   | Kolejne stanowisko                             |
| Dowódcy pułku                             | Dowódcy pułku            | Dowódcy pułku                                  |
| ----------------------------------------- | ------------------------ | ---------------------------------------------- |
| mjr kaw. Janusz Głuchowski                | 1 XI 1918 – 7 VII 1920   |                                                |
| płk kaw. Zygmunt Piasecki                 | 7 VII 1920 – 8 III 1929  |                                                |
| ppłk kaw. Jan I Tyczyński                 | III 1929 – 14 XI 1930    | rejonowy inspektor koni w Lublinie             |
| płk dypl. kaw. Julian Filipowicz          | 14 XI 1930 – 27 VI 1935  | dowódca 3 psk                                  |
| płk kaw. Leonard Michalski                | VII 1935 – 26 VIII 1939  | zastępca dowódcy 10 BK                         |
| ppłk kaw. Marian Skrzynecki               | 26 VIII – 3 X 1939       |                                                |
| Zastępcy dowódcy pułku                    |                          |                                                |
| mjr kaw. Franciszek Bieberstein-Żarnowski | 1924                     |                                                |
| ppłk SG Kazimierz Stamirowski             | od 15 X 1925             |                                                |
| ppłk kaw. Kazimierz Halicki               | 1 VIII 1927 – III 1929   |                                                |
| ppłk dypl. Leon Mitkiewicz-Żołłtek        | 6 VII 1929 – 20 IX 1930  | W.S.Woj.                                       |
| ppłk kaw. Stanisław Klepacz               | 28 I 1931 – 23 III 1932  | dowódca 11 puł                                 |
| mjr dypl. kaw. Zdzisław Żórawski          | 1 V 1932– III 1934       | praktyka u rejonowego inspektora koni Tarnopol |
| ppłk kaw. Zygmunt Marszewski              | III 1934 – IV 1937       | Inspektor Południowej Grupy Szwadronów KOP     |
| ppłk Marian Skrzynecki                    | 8 IV 1937 – 26 VIII 1939 | dowódca 7 puł                                  |

### Żołnierze 7 pułku ułanów – ofiary zbrodni katyńskiej
Biogramy ofiar zbrodni katyńskiej znajdują się między innymi w bazach udostępnionych przez Ministerstwo Kultury i Dziedzictwa Narodowego oraz Muzeum Katyńskie.
| Nazwisko i imię      | stopień              | zawód             | miejsce pracy przed mobilizacją    | zamordowany |
| -------------------- | -------------------- | ----------------- | ---------------------------------- | ----------- |
| Brzechffa Roger Jan  | podporucznik rezerwy | urzędnik          | PZUW Przemyślany                   | Charków     |
| Gliwiński Zygmunt    | podporucznik rezerwy | agrotechnik       |                                    | Katyń       |
| Grocholski Władysław | podporucznik         | żołnierz zawodowy | dowódca plutonu                    | Charków     |
| Jaworski Romuald     | major                | żołnierz zawodowy | of. mobilizacyjny/ IX kwatermistrz | ULK         |
| Skimina Jan          | podporucznik rezerwy |                   | (e)                                | Charków     |
| Wawrzyniak Hipolit   | porucznik rezerwy    | prawnik           |                                    | Katyń       |

## Upamiętnienie
- Od lat 90. XX wieku dokumentowaniem dziejów oddziału zajmuje się Muzeum 7 Pułku Ułanów Lubelskich w Mińsku Mazowieckim.